# Fairfield, Connecticut
Fairfield, kommun (town) i Fairfield County, Connecticut, USA med cirka 57 340 invånare (2000).